# Altenberg an der Rax
Altenberg an der Rax is een plaats en voormalige gemeente in de Oostenrijkse deelstaat Stiermarken. Het is een ortschaft van Neuberg an der Mürz, dat deel uitmaakt van het district Bruck-Mürzzuschlag.

De gemeente Altenberg an der Rax maakte tot eind 2012 deel uit van het district Mürzzuschlag en vervolgens van Bruck-Mürzzuschlag. Ze telde in 2013 324 inwoners. Op 1 januari 2015 ging ze samen met Kapellen en Mürzsteg op in de gemeente Neuberg an der Mürz.

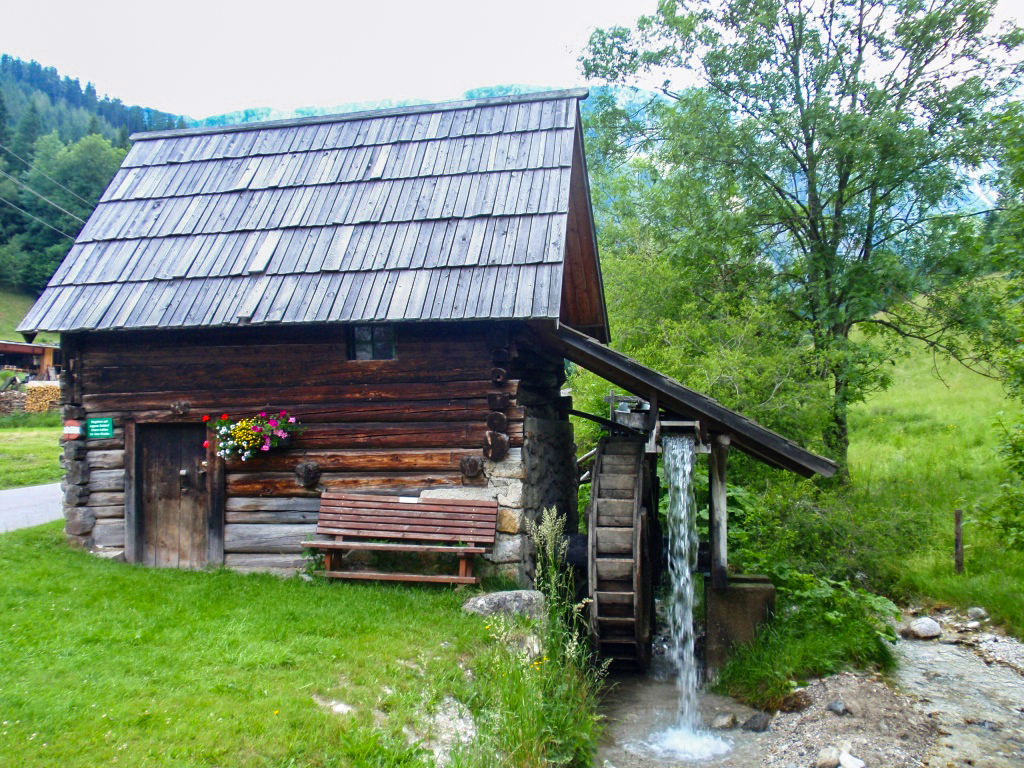
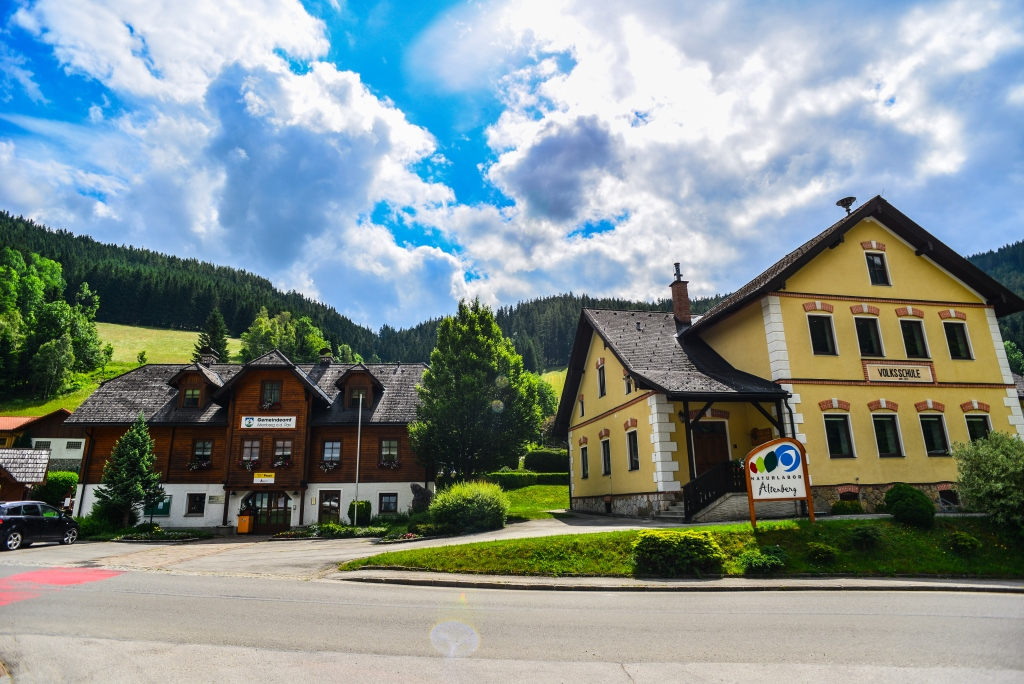
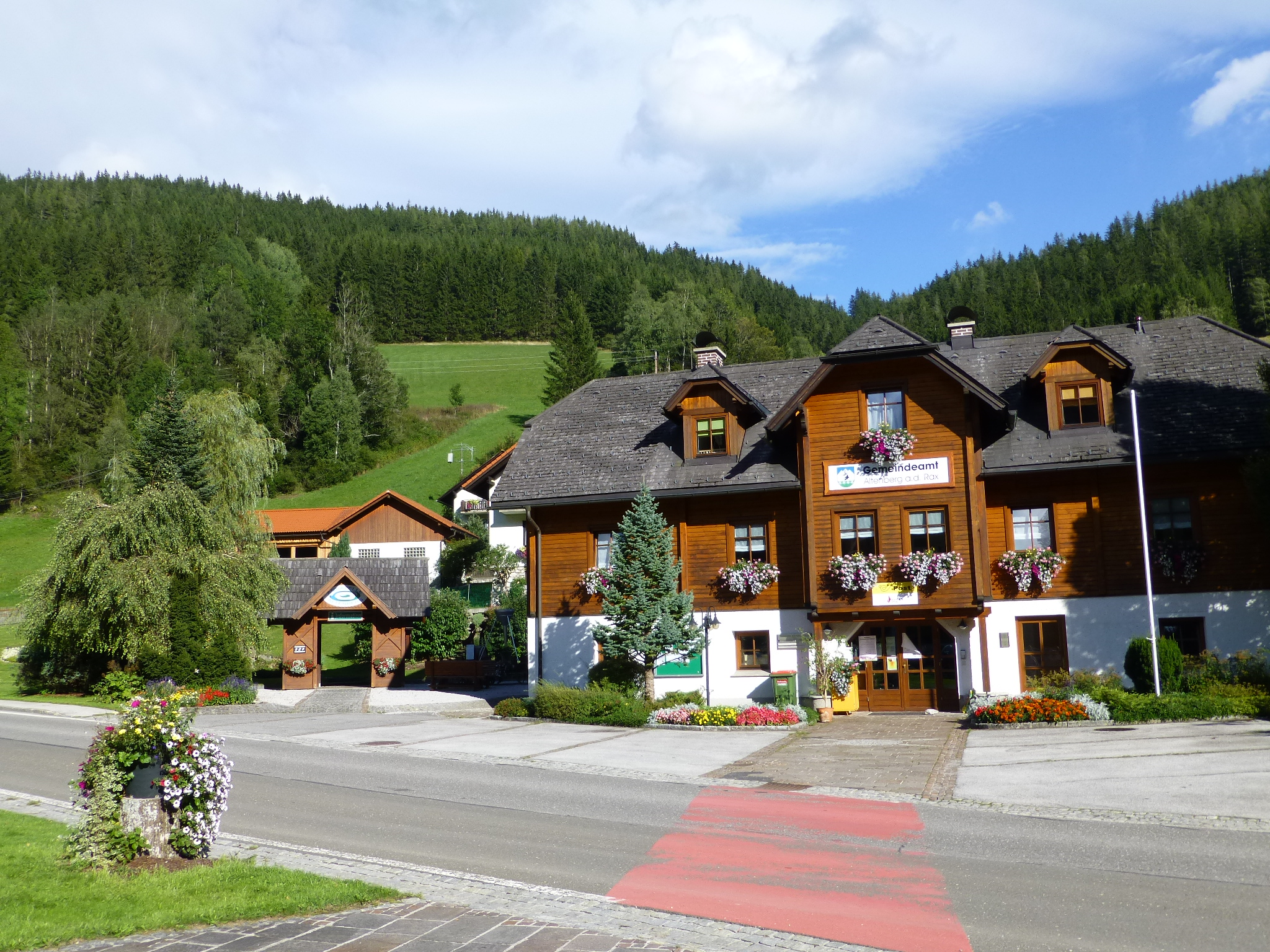

Stadsgemeenten:
Bruck an der Mur · Kapfenberg · Kindberg · Mariazell · Mürzzuschlag

Marktgemeenten:
Aflenz · Breitenau am Hochlantsch · Krieglach · Langenwang · Neuberg an der Mürz · Sankt Barbara im Mürztal · Sankt Lorenzen im Mürztal · Sankt Marein im Mürztal · Thörl · Turnau

Overige gemeenten:
Pernegg an der Mur · Spital am Semmering · Stanz im Mürztal  · Tragöß-Sankt Katharein
- Gemeinsame Normdatei: 4434488-0
- Virtual International Authority File: 244271437
- WorldCat: E39PBJvhqRYdQXyJ47HvVKrg8C